# ام‌الصبان
ام‌الصبان (عربی: ام‌الصبان) یک جزیره خرد در بحرین است که در گوشه شمال‌غربی جزیره بحرین و نزدیکی روستای البدیع‎ و شرق جزیره جده در خلیج فارس قرار دارد. این جزیره در ۱۵ کیلومتری غرب منامه پایتخت بحرین قرار دارد و از نظر تقسیمات کشوری در استان شمالیه واقع شده‌است.
این جزیره ملک خصوصی محمد بن سلمان آل خلیفه عموی حمد بن عیسی آل خلیفه پادشاه بحرین و برادر خلیفه بن سلمان آل خلیفه است. شیخ محمد نام این جزیره را به نام خود به المحمدیة‎ تغییر داد.

## نگارخانه

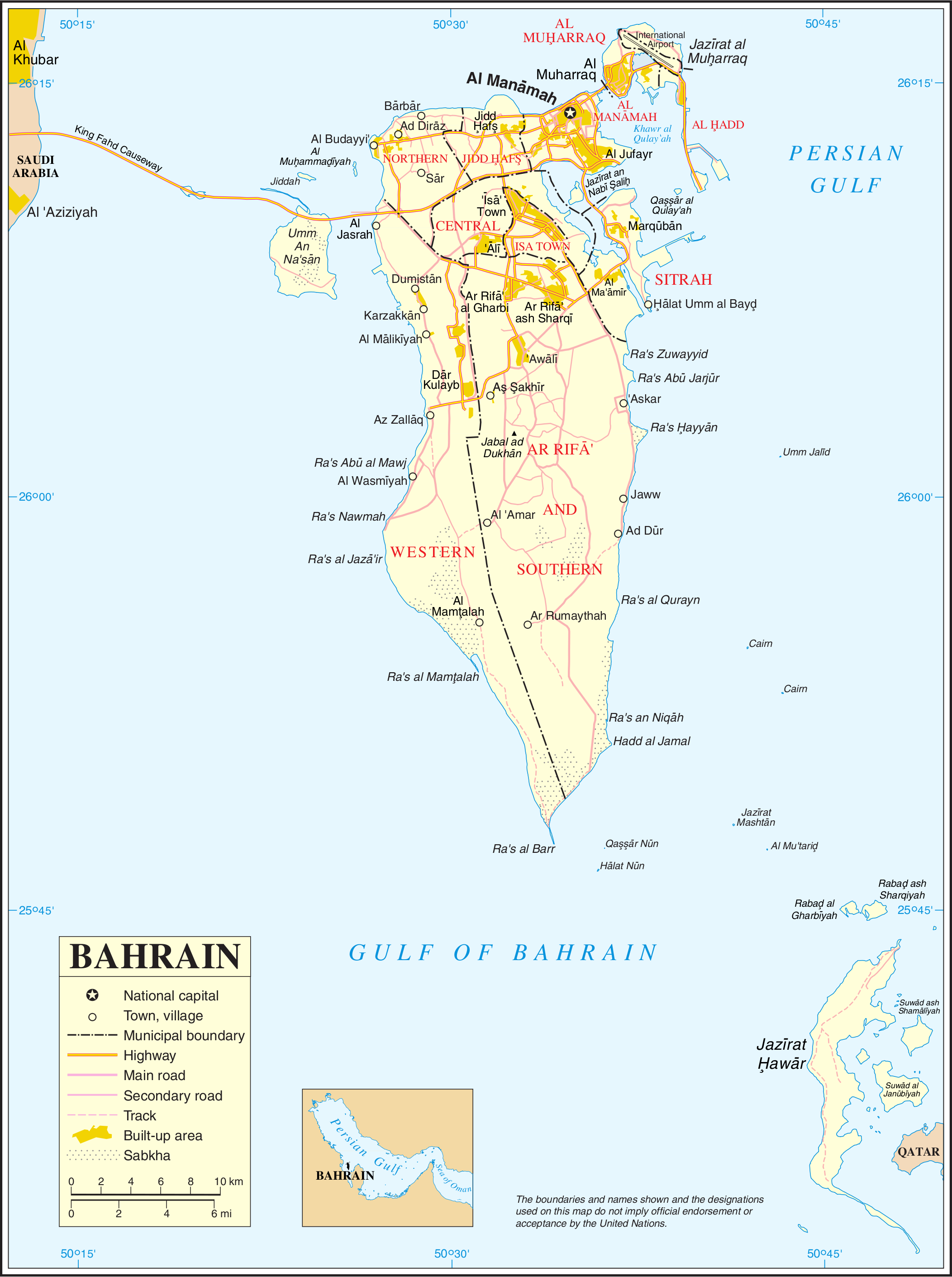